# 永遠の桃花〜三生三世〜
『永遠の桃花〜三生三世〜』（えいえんのとうか さんしょうさんせい、原題：三生三世十里桃花）は2017年の中国のテレビドラマ。唐七公子による中国のファンタジーロマン小説『三生三世十里桃花』を原作とする。

## 概要
中国中世風の服装に異世界、魔法や転生という要素を加えた作品で、主人公白浅と周りの人物の成長や恋愛模様を描く。

## あらすじ
司音編
九尾狐族の帝の末娘である白浅は仙人になるための修行のため、険しい岩山にある修行の場、崑崙虚に預けられることになる。崑崙虚は天族の男子専用とされていたため、白浅は男装したうえで名を司音と変え、武神墨淵の17番目の弟子になる。崑崙虚で過ごすうちに墨淵を慕うようになった司音だが、ある時、天族と翼族との戦いが起こってしまう。多数の忠臣と兵士を失い追い詰められた墨淵は、自身の魂と引き換えに翼族の王を封印し、実質的に死んでしまう戦術を取り皆を守る。司音は墨淵の魂を失った肉体を盗み出し、墨淵復活の道を一人で探ることになる。同じころ、消えた墨淵の魂の一部が天族の王子の子供、夜華として転生し育ち始めていた。
素素編
翼族との戦いから7万年後が舞台。墨淵が命を懸けて封印した翼族の王の封印が7万年で効果が切れることを知っていた司音（白浅）は、王を再度封印するために一人で封印場所へと向かうが、返り討ちに会い記憶と仙人の力を奪い取られ人間界に落とされる。名前も無くした白浅は人間界の山で一人暮らしていたが、ふとしたことから夜華と出会い素素という名前をもらい一緒に暮らし始める。天族の皇太子の地位にあった夜華は、人間界での素素との生活の両立を試みるが上手くはいかず、皇太子の座を捨てて素素と生活試みるもこれも上手くいかず、とうとう天界に素素を連れていくことになる。しかし、皇太子に執着し人間である素素を疎ましく思う天族の王と夜華の側室によって、素素は両目を失い、最後は夜華との子供を残し、天界の処刑台から自ら飛び降りたのであった。
白浅編
素素が死んだことによって翼族の王にかけられた呪いが解け、記憶を取り戻した白浅であるが、忘れ薬を使って素素として過ごした時期を全て忘れることにする。素素の死から300年後、白浅は夜華に嫁ぐことになり、夜華は白浅が素素だと見抜く。夜華のことも覚えていない白浅だが、ふとした時に断片的に記憶がよみがえり、少しずつ素素を思い出していくことになる。その頃墨淵の方にも動きがあり、白浅は墨淵の魂が復活しそうなことを知る。

### 世界観
人間とは別に狐族、天族、翼族などが暮らす世界があり、仙術と呼ばれる魔法、転生という考えがあるなどのファンタジーな世界。時間の感覚も天界の一日が人間界の一年といわれる。人間界には自由に行き来でき、時には修行や刑罰で数十年（天界換算で数十日）過ごすこともある。

## 主な登場人物
括弧内カタカナはキャラクターの中国語名をカナ転写したもの。
白浅（バイツェン）、司音（スーイン）
狐族の帝王の末娘。酒豪で若い頃から暇さえあれば酒を飲んでいるが、料理は苦手。抜けているように見えて恩は忘れない性格。幼少時は天族の聖地である崑崙虚に預けられ司音と名乗り男として生活していた。司音時代に翼族の領内に兄弟子と共に勝手に入り込み捕まったことがあり、翼族の王家一族とはこの時に知り合う。後に墨淵を亡くした際は、亡骸を秘密裏に引き取り、腐らないように自分の血を飲ませながら復活を模索する。動物の姿になるときは純白の九尾の狐になる。
素素（スース）
翼族の王である擎蒼との一騎打ちで敗れた白浅が記憶と魔法能力を失い人間界に落ちたときの姿。当初は名無しであったが、夜華から素素という名前をもらう。白浅（司音）よりはやや気が弱い所があるが、料理が下手なところなどは同じ。夜華との間に一人息子がいる。
墨淵（モーユェン）
天族の武神で聖地崑崙虚の代表者。寡黙な男で多くは喋らないが弟子思いである。すべてを飲み込むブラックホールのような破滅的兵器「東皇鐘」の開発者であるが、兵力を均衡させるため東皇鐘自体は翼族に渡し、自身は止めるための方策を考えていた。自身の魂と引き換えに東皇鐘内に擎蒼を封印し鐘の暴走を止めることに成功する。
夜華（イェファ）
墨淵の魂の一部が転生したもので、天界の第一王子である央錯夫妻の子供として誕生する。生まれたときから吉兆が見られたことから、幼い頃から親元を離され、天君の下で英才教育を受けた。母に血まみれの姿を見せたくないからと、衣装は血が目立たない黒色しか基本的に着ない。墨淵とは容姿、性格共に瓜二つである。動物の姿になるときは黒い蛇もしくは龍になる。
折顔
天界の中心部はに住まず、十里桃林の一角に住む中年で自称「老いた鳳凰」。医術に長ける人物として描かれる。墨淵とは幼馴染で共に育った仲で、白浅を崑崙虚に連れて行ったのも彼である。
東華帝君（ドンファディージン）
殆ど感情を出さない中高年だが年齢不詳の男の神仙。かつては天界の王であったが、今はご意見番として半分隠居したような生活を送っている。石の生まれ変わりとされ、父も母もおらず愛情を知らないキャラクターとして描かれる。
素錦（スージン）
翼族との戦いで壊滅した天族の忠臣だった素錦族の唯一の生き残りの女の子。当初は名無しだったが、天君から一族の名を継いだ素錦という名をもらい、天宮で夜華と共に育てられた。夜華のことを思い慕うが振り向いてはもらえない。中盤以降は人には慇懃無礼な態度で接し、上には逆らわず下には厳しく、他人を目的のために利用しては捨てるという性格が強く描かれ、素素や元貞を始めとしてかかわった多くのものを苦しめた。素素の死とそれに続く夜華の意識不明時に一族に伝わる神器を提供した功績で、夜華の側室に収まることは成功するが、夜華には素素を追い詰めた張本人として恨まれている。
疊風
天族の若者で墨淵の1番弟子。西海の第二王子である。
令羽
天族の若者で墨淵の9番弟子。入山当初は司音の面倒見役であった。翼族との戦いでは前線の指揮を任されたが、司音の目の前で戦死する。
子蘭（ズーラン）
天族の若者で墨淵の16番弟子。司音とほぼ同時に崑崙虚に入門しており、どちらが16番弟子になるかで争った。物語の後半で再登場し、臙脂や玄女とともに魔法の草である神芝草を採りに行くことに付き合うことになる。
司命星君
人間の運命を司る神仙。巻物に人間界の人間の一生分を記してあり適宜書き換えることも可能。東華帝君や白鳳九とはよく話すが、それ以外の人物とは必要最低限しか話さずやや気難しい人物として描かれる。
天君
天界の王。央錯、桑籍、連宋の3人の息子がおり、央錯の息子である夜華は孫にあたる。次男の桑籍に一番期待していたが、地位を捨て女と駆け落ちしてしまったことに失望していた。自身が期待する夜華には同じようになってほしくないと願い、素素編ではただの人間である素素を夜華に嫁がせまいと、素錦とともに暗躍する。
央錯
天界の第一王子。真面目過ぎるところがある。夜華の父親に当たるが、幼い頃に親元を引き離されたこともあり、夜華はあまり懐いておらず相談も連宋にすることが多い。
桑籍
天界の第二王子。当初白浅と婚約予定だったが、白浅が一切相手をせず、その間に白浅の侍女である少辛に惚れて秘密裏に天界へ連れ帰る。天君は激怒し次の王にはしないと脅したが、それでも少辛との生活を優先したいと訴え、北方に左遷された。
連宋
天界の第三王子。お調子者だが、素素編では夜華のよき相談役として活躍する。
阿離
夜華と素素の息子。白浅のことも母上と呼び慕う。
奈奈
夜華が素素を守るために以前の侍女を全て首にして新たに雇った侍女で優しい性格。
父神
墨淵などの父親で天下を太平したとされる人物。作中では言及されるのみ。
擎蒼
翼族の王。天界を支配する天族に不満を持ち戦を起こした。玄女が盗み出した図面を使い墨淵の魔法を無力化することで、当初は戦いを優位に進めるも墨淵の陣形や素錦族の捨て身の作戦によって徐々に追い詰められる。秘密兵器の東皇鐘を使うも墨淵の捨て身の攻撃によって鐘の中に封印された。封印が解ける7万年後、白浅が現れ再度封印しようとするが返り討ちにし人間界へと落とす。墨淵が魂を取り戻し蘇ると擎蒼も封印から解かれるのではないかと一部で危惧されている。
離鏡（リージ）
翼族の王子で擎蒼の次男。離怨、臙脂とは異母兄弟の関係にある。女にだらしがなく酒を飲んでは暴れている。司音が女だということを見抜き、後に婚約まで行くものの、玄女と関係を持ってしまったところを司音に見られてしまい破談になる。天族と翼族の戦いで司音とは決裂するが、それでも後を追う。だらしない様に見えて観察力があり、兄離怨が自分の母親を殺したことや擎蒼の力の秘密を知っている。横暴な離怨よりも部下からの人望もあり擎蒼の封印後は兄を差し置いて翼族の王となる。崑崙虚の弟子たちとは別に司音を探し求め、後に偶然司音が白浅と同一だということを知る。
離怨（リーユェン）
翼族の王子で擎蒼の長男。擎蒼封印後は王位を目指すも、横暴な性格で部下からの信頼が無く翼族の王にはなれなった。一度は謀反を企てるも失敗し、辺境の地で下半身凍り漬けで封印される。自分たち兄弟が死ぬことで擎蒼の力が強くなるからお前を殺さないという話を離鏡から聞き、自分や臙脂が死ぬことで擎蒼に暴れてもらい離鏡や世界を破滅させて復讐するいう歪んだ願望を持つようになる。
臙脂（イェンジ）
翼族の王女で擎蒼の末娘。心優しい性格で2人の兄同士には仲良くしてもらいたいと思っている。物語の後半では人間界で食堂を開き暮らしているが、子蘭や玄女が現れ玄女の子供のために魔法の草、神芝草を採りに行くことになる。
玄女（シュンニウ）
狐族の少女で白浅とは幼馴染。崑崙虚で司音の下で暫く世話になるが、司音が白浅だとは気づいていない。その場しのぎでやったことも含めて、ことごとく恩を仇で返してしまうという恩知らずだが、運命に逆らえないある種人間的なキャラクターとして描かれる。司音から離鏡や墨淵を奪い後に離鏡と入籍。離鏡が翼族の王に即位したことに伴い、翼族の王妃となる。離鏡には性格を呆れられて振り向いてもらえず寂しい結婚生活を送るが、7万年後にようやく子供ができる。しかし、生まれた子供は死産（病児）であった。物語後半では子供を何とか生き返らせようと奔走する。離鏡から司音の正体が白浅だと知らされ、白浅への復讐もかねて墨淵の遺体から復活の丸薬を作り出そうとするが白浅が現れ失敗、自分で目をえぐり両目の視力を失う。辺境の牢獄で処刑を待つも離怨にそそのかされ、彼を殺して脱獄し人間界に向かう。臙脂や子蘭と出会い神芝草を使って丸薬を作れば子供を救えるかもしれないと聞き3人で向かうが、神芝草を守る猛獣から致命傷を受け離鏡の腕の中で息を引き取る。
応児
離鏡と玄女の子供。玄女は男児だと思っている。生まれた時点で死んでいるが、玄女は生き返らせようと奔走する。
金猊兽
翼族、特に擎蒼と離怨に仕える魔獣で禿頭の中年の男であるが、獅子の形にも変身できる。彼が口や手から放つ炎は紅蓮業火と呼ばれ、火傷すると傷は一生消えないという。
火麒麟
離鏡に仕える魔獣で少年の姿をしている。
白止
狐族の王で白浅の父親。
白奕
白止の2番目の息子で白浅の兄。白浅や白真からは恐れられている。
白真
白止の4番目の息子で白浅の直上の兄。歳が近いこともあり白浅のよき相談役となっている。折顔とも仲が良い。1番目と3番目の兄は登場しないが4兄弟がそれぞれ東西南北の荒野を治めているという。
白鳳九（バイフォンジウ）
白奕の一人娘で白浅や白真にとっては姪に当たる。森で妖怪に襲われたところを東華帝君に助けてもらって以来帝君に惚れており、天界で侍女になるなどあの手この手で迫ろうとする。
少辛
司音が墨淵の亡骸を崑崙虚から持ち出し、狐族の洞窟まで運ぶ途中に助けた少女で、徳を積んだ巴蛇が人間の姿を得たもの。狐族の侍女として雇われ、家族以外では最も早い時期に司音と白浅が同一人物であることを知る。白浅との縁談に来ていた桑籍に惚れられ、後に連れ去り同然の形で妻となる。
迷谷（ミーグ）
狐族に仕える若い男で樹木の精が人間の姿を得たもの。

### 配役
主演の2人を含む多くが、ヤン・ミーが代表を務める北京の嘉行传媒（英：Jay walk studio）の所属の俳優となっている。
- 白浅、司音、素素：演 - ヤン・ミー（楊冪）、北京語吹替-季冠霖、広東語吹替-劉惠雲
- 墨淵、夜華：演 - マーク・チャオ（趙又廷）、北京語吹替-邊江、広東語吹替-李鎮然
- 折顔：ケン・チャン（張智堯）
- 白鳳九：ディリラバ（迪麗熱巴）
- 擎蒼：レン・イーミン（連奕名）
- 東華帝君：ガオ・ウェイグァン（高偉光）
- 離鏡：チャン・ビンビン（張彬彬）
- 白真：アラン・ユー（于朦朧）
- 素錦：ファン・ムァンイン（黄梦莹）
- 子蘭：劉芮麟
- 司命星君：王驍
- 天君：蒋愷
- 奈奈：ヤン・アンチ（楊安琪）
- 成玉元君:ワン・ティン（王汀）
- 臙脂：ダイ・スー（代斯）
- 玄女：ズー・シュダン（祝緒丹）

## 関連作品
- ワンス・アポン・ア・タイム 闘神（2017年、映画、本作と同じ原作の映画化）
- 運命の桃花〜宸汐縁〜（2019年、ドラマ、本作と同じ世界観の作品）
- 夢幻の桃花〜三生三世枕上書〜（2019年、ドラマ、本作のスピンオフ）